# Septembre 1945 (guerre mondiale)
Chronologie de la Seconde Guerre mondiale
août 1945 - Septembre 1945 - Octobre 1945

## Événements
- 1er septembre : 
  - Reddition des dernières forces japonaises dans les îles Kouriles.

- 2 septembre : 
  - Le Japon signe les articles de la reddition sur le pont de l'USS Missouri dans la baie de Tokyo.

- 3 septembre : 
  - Les troupes japonaises aux Philippines et à Singapour présentent leur reddition respectivement aux forces américaines et britanniques.

- 4 septembre : 
  - Les troupes d'occupation nippones  de l'île de Wake (occupée depuis le 23 décembre 1941) se rendent à un détachement de US Marines.
  - Reddition des membres de la mission météorologique allemande envoyée dans l'archipel de Svarbard : les membres de cette mission ont été les derniers allemands à présenter leur reddition aux Alliés.

- 5 septembre : 
  - Singapour officiellement libérée par les troupes britanniques et indiennes.

- 16 septembre : 
  - La garnison japonaise à Hong Kong signe officiellement sa reddition.

- 27 septembre :

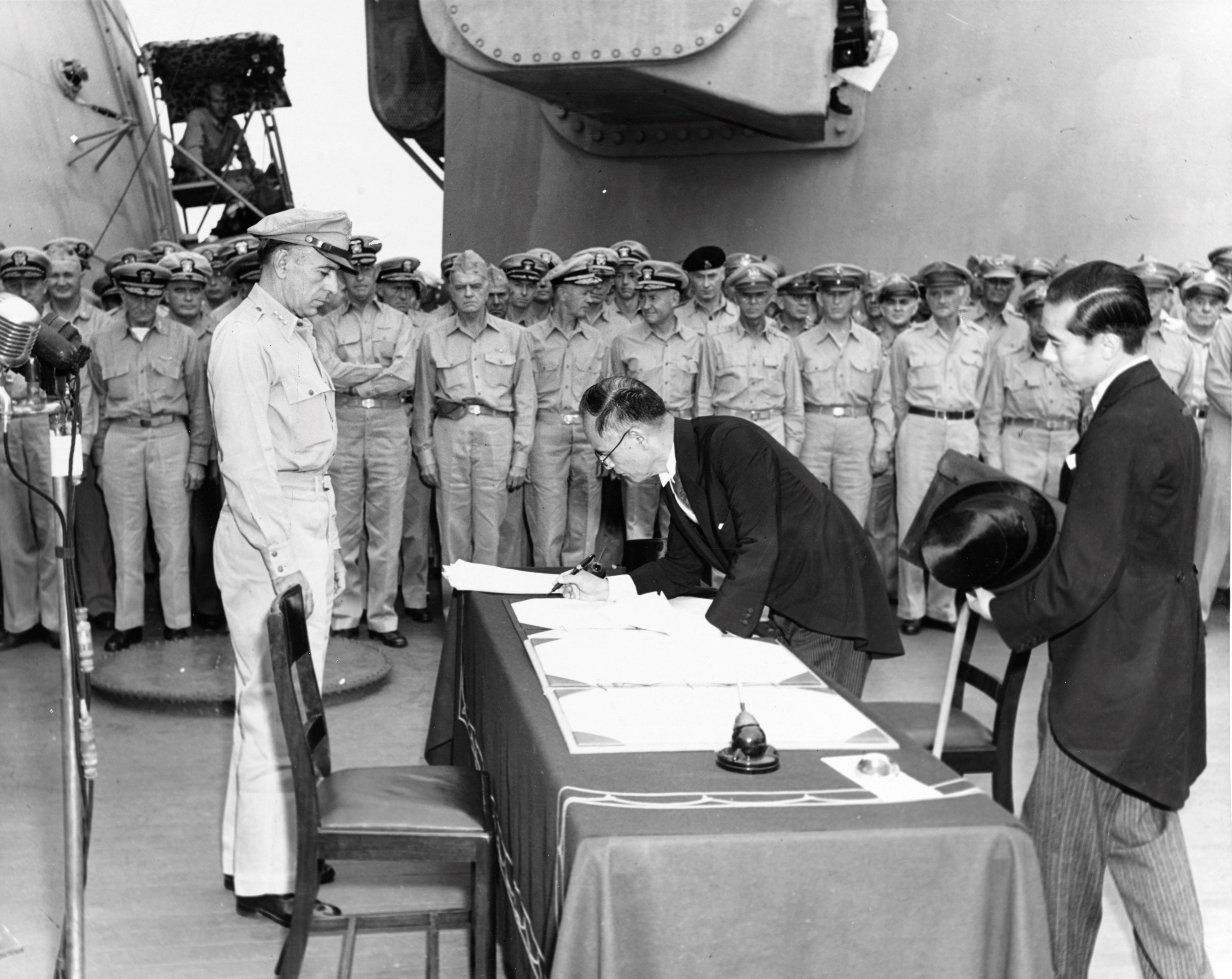
signature de la capitulation japonaise le 2 septembre

  - Première rencontre entre Douglas Mac Arthur, commandant des troupes américaines au Japon, et l'empereur du Japon, Hirohito.